# Kevin Michael Richardson
Kevin Michael Richardson III (Bronx, Nova York, 25 d'octubre de 1964) és un actor de sèries de televisió i de doblatge estatunidenc.

## Biografia
Com a actor de veu destaca la seva profunda veu, la qual cosa li permet realitzar veus de dolents, robots o homes robusts, i va ser nominat per la Voice Actor of the Year by Behind the Voice Actors el 2012. Entre les veus que ha fet estan les del Capità Gantu a Lilo & Stitch, Goro a la pel·lícula de Mortal Kombat, Sarevok a la sèrie de jocs de Baldur's Gate, Jolee Bindo a Star Wars: Knights of the Old Republic, el Joker a The Batman, Tartatus al joc Halo 2, Steven Arlo Gator a la sèrie animada Queer Duck, i Barney Terregam a les sèries animades i pel·lícules basades en Els Picapedra.
Com a actor va tenir un paper principal en la breu sèrie The Knights of Prosperity, emesa per la cadena ABC.
Com a actor, Richardson va obtenir reconeixement com un dels vuit estudiants de secundària escollits per a un programa anomenat "Arts '82" dirigit per la Fundació Nacional per les Arts. Després va obtenir una beca a la Universitat de Syracuse i una aparició en un comercial de PBS dirigit per John Houseman.
Actualment Richardson viu a Los Angeles amb la seva esposa Monica i els seus dos fills provinents del seu anterior matrimoni, Anthony i Michael.

## Filmografia
| Any  | Pel·lícula                                                              | Paper                                 | Notes |
| ---- | ----------------------------------------------------------------------- | ------------------------------------- | ----- |
| 1991 | Felix the Cat: The Movie                                                | Diversos personatges                  | Veu   |
| 1992 | Porco Rosso                                                             | Mamma Aiuto Gang                      | Veu   |
| 1993 | Fatal Instinct                                                          | Bailiff                               |       |
| 1994 | Pompoko                                                                 | Bunta President Wonderland            |       |
| 1995 | Mortal Kombat                                                           | Goro                                  |       |
| 1995 | Un noi anomenat Odi (A Boy Called Hate)                                 | Personal                              |       |
| 1995 | Stuart Saves His Family                                                 |                                       |       |
| 1996 | Spy Hard                                                                | Guarda de seguretat "Michael Winslow" |       |
| 1996 | All Dogs Go to Heaven 2                                                 | St. Bernard Agent Andrews             |       |
| 1996 | Llaços ardents (Bound)                                                  | Policia #2                            |       |
| 1998 | BASEketball                                                             | Jugador Peripatetic                   |       |
| 2000 | Whispers: An Elephant's Tale                                            | Adult Whispers                        |       |
| 2000 | Rugrats in Paris: The Movie                                             | Sumo Singer                           |       |
| 2001 | Summoning                                                               | Bill                                  |       |
| 2001 | Recess: School's Out                                                    | Policia #2                            |       |
| 2002 | The Powerpuff Girls Movie                                               | Ojo Tango Rocko Socko                 | Veu   |
| 2002 | Lilo & Stitch                                                           | Captain Gantu                         | Veu   |
| 2002 | The Country Bears                                                       | Henry Dixon Taylor                    | Veu   |
| 2002 | Els Thornberrys: La pel·lícula (The Wild Thornberrys Movie)             | Shaman Mnyambo                        | Veu   |
| 2003 | Elysium                                                                 | Christopher                           |       |
| 2003 | The Matrix Revolutions                                                  | Deus Ex Machina                       |       |
| 2003 | Stitch! The Movie                                                       | Mr. Gantu                             | Veu   |
| 2004 | Adventures in Animation 3D                                              | Entrenador                            |       |
| 2004 | Teacher's Pet                                                           | Conductor                             |       |
| 2005 | La increïble però certa història de la Caputxeta Vermella (Hoodwinked!) | P-Biggie                              | Veu   |
| 2006 | The Wild                                                                | Pare de Samson                        | Veu   |
| 2006 | Clerks II                                                               | Oficial de policia                    |       |
| 2006 | Contes de Terramar                                                      | Diversos personatges                  | Veu   |
| 2007 | Happily N'Ever After                                                    | Diversos personatges                  | Veu   |
| 2007 | TMNT: Tortugues Ninja Joves Mutants                                     | General Aguila                        | Veu   |
| 2008 | Star Wars: The Clone Wars                                               | Jabba the Hutt                        | Veu   |
| 2009 | La Mission                                                              | Dee                                   | Veu   |
| 2009 | Transformers: Revenge of the Fallen                                     | Prime #2 Rampage                      |       |
| 2009 | The Princess and the Frog                                               | Ian the Gator                         | Veu   |
| 2011 | Phineas and Ferb The Movie: Across the 2nd Dimension                    | Normbots                              | Veu   |